# Smerduglia
Smerduglia, Smeruglia, Meruglia o Merdeglia (in croato: Mrduja) è una piccola isola disabitata della Dalmazia centrale, in (Croazia), situata tra le isole di Solta e Brazza. Amministrativamente appartiene al comune di Milnà, nella regione spalatino-dalmata.
Un'importante regata si svolge ogni anno alla fine di settembre sulla tratta Spalato-Smerduglia-Spalato fin dal 1927.

## Geografia
Smerduglia si trova 480 m a nord di punta Zagla (rt Zaglav), sul lato occidentale dell'isola di Brazza, tra lo stretto della Porta di Spalato e l'ingresso al porto di Milnà (luka Milna), e dista circa 1 km dall'estremità orientale di Solta. Ha una forma arrotondata, la sua superficie è di 0,013 km², la costa è lunga 0,42 km, la sua altezza è di 11,4 m s.l.m..
Sull'isoletta ci sono i resti di una torre e di una chiesa fortificata del XV sec. Sul lato settentrionale c'è un piccolo faro.

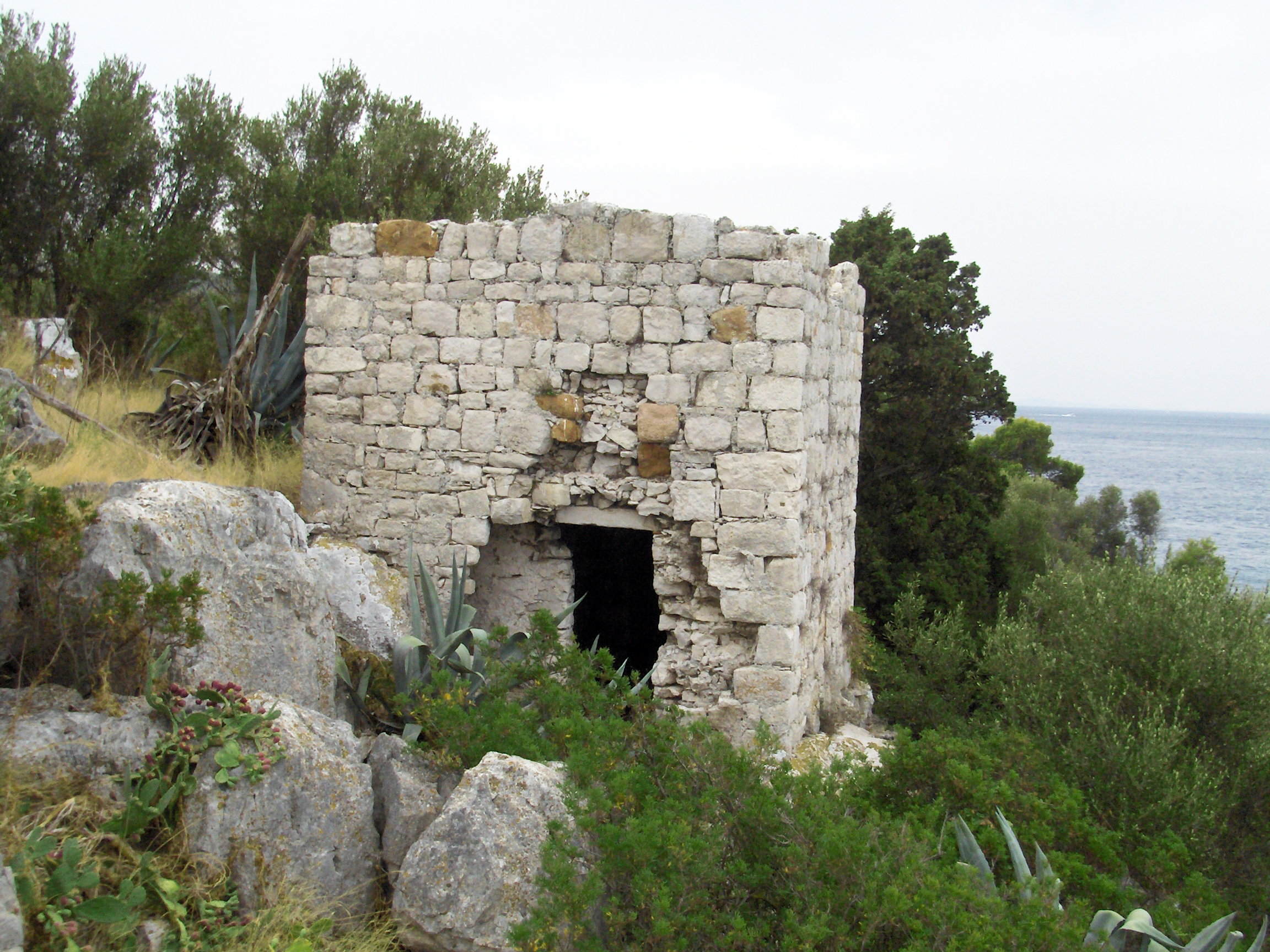
Resti di una fortificazione sull'isola.

### Cartografia
- (HR) Mappa topografica della Croazia 1:25000, su preglednik.arkod.hr. URL consultato il 23 gennaio 2017.
- G. Giani, Carta prospettiva delle Comuni censuarie della Dalmazia, foglio 9, 1839. Fondo Miscellanea cartografica catastale, Archivio di Stato di Trieste.